# Timantes

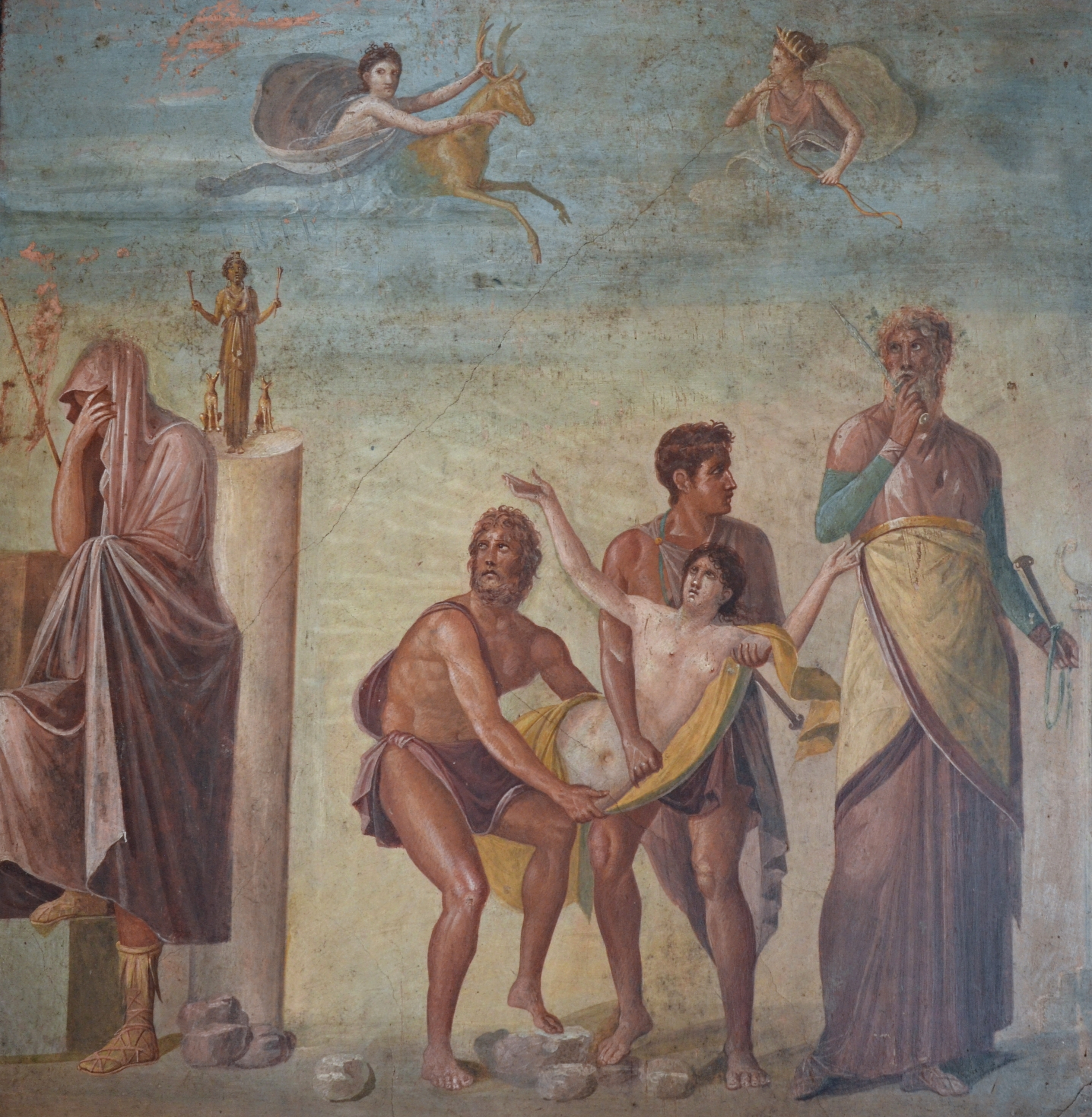
Fresc que representa el Sacrifici d’Ifigènia, de la Casa del Poeta Tràgic de Pompeia, Museu Arqueològic Nacional de Nàpols, possiblement inspirat en l’obra de Timantes (segle I dC).

Timantes (grec antic: Τιμάνθης, llatí: Timanthes) fou un famós pintor grec contemporani de Zeuxis d'Heraclea i Parrasi, que va viure cap al 400 aC. Quintilià diu que era nadiu de Citnos, però Eustaci el fa originari de Sició, encara que el més probable és que únicament fos membre de l'escola de pintura de Sició.
De la seva història personal se sap molt poc. Va competir amb Parrasi i Colotes. Tenia geni, poder expressiu, suggestió i absolut domini dels recursos artístics. Plini el Vell en parla amb elogi i diu que les seves obres suggerien més que no pas expressaven (Atque in unius hujus operibus intelligitur plus semper, quam pitngitur: et cum sit ars summa, ingenium tamen ultra arlem est).
Només es mencionen cinc obres seves, però es tracta de peces mestres. L'obra principal, que els antics van considerar que era la millor, és el sacrifici d'Ifigènia pintada en competició amb Colotes de Teos. El quadre representava Ifigènia dreta davant de l'altar del sacrifici, envoltada de diversos sacerdots i per Calcant, que amb la seva veu profètica havia exigit el sacrifici, amb la mà a punt de descarregar el cop. També s'hi representava a Odisseu, que l'havia portat des de casa seva, i a Menelau, germà del seu pare, tots ells amb diferents graus de pena que manifestaven en les seves cares. Agamèmnon, el pare, estava representat amb la cara amagada per un mantell, segons uns perquè ja no va saber donar expressió al seu dolor, segons altres per no veure la mort de la filla. Tant Plini com Quintilià, Ciceró i Valeri Màxim elogien la pintura.
Va guanyar en un concurs de pintura contra el seu mestre Parrasi, on s'havia de mostrar la discussió entre Odisseu i Àiax per les armes d'Aquil·les. Foci esmenta una pintura que va veure a Efes, la mort de Palamedes, que Joan Tzetzes atribueix a Timantes. Plini parla d'un Ciclop adormit d'una mida molt petita (tabula parvula) on s'indicava la magnitud de la figura amb la inclusió d'alguns sàtirs que mesuraven amb un tirs la longitud del polze del gegant. Ciceró diu que Timantes era un dels pintors que només utilitzava quatre colors.